# Estadio Elías Aguirre
El Estadio Capitán Remigio Elías Aguirre Romero, tal cual es su nombre oficial, es el principal recinto deportivo en honor a Elías Aguirre Romero de la ciudad de Chiclayo en el departamento de Lambayeque, Perú. Con una capacidad de 23.500 espectadores es el estadio con mayor capacidad de la ciudad de Chiclayo y del departamento de Lambayeque.

## Historia
Fue construido en 1968 por la municipalidad de Chiclayo e inaugurado en 1970, y solía albergar hasta 22 000 espectadores. la municipalidad donó al IPD acordando el mantenimiento del estadio en los años 1980, no habiendo cumplido su palabra el IPD hasta el año 2004 cuando para la Copa América 2004 fue ampliado solo la tribuna oriente, competición en la que albergó cinco encuentros de la Perú, México y Argentina. En las obras se ampliaron la tribuna oriente y baños y camerines, la malla que separa del campo de juego con las tribunas. El estadio no necesitó mucha remodelación , aunque su nueva apariencia, imponente, permite además la llegada de 24 500 espectadores. Allí juega como local el club Juan Aurich, también conocido como el Ciclón del Norte. Las dimensiones son de 105 metros por 70 metros de ancho.
Durante el año 2005, la cancha fue cambiada de grass natural por sintética para ser sede de la Copa Mundial de Fútbol Sub-17 de 2005 que se jugó en tierras peruanas. Le colocaron una malla "rompeviento" en la tribuna Sur, para evitar que el viento sople muy fuerte en horas de la tarde; aparte de la colocación del grass sintético que posee en la actualidad. La capacidad se redujo a 23 000 espectadores. El Estadio Elías Aguirre se encuentra bajo la Administración del Consejo Regional del Deporte de Lambayeque, en la actualidad Presidido por el Dr. Willy Serrato Puse.
El 14 de noviembre del 2009 el estadio recibió 21,610 espectadores cuando Juan Aurich recibió a Alianza Lima por la fecha 41 del torneo de dicho año. Esta es la cifra récord de asistencia en el estadio chiclayano para partidos de Primera División.

### Juan Aurich y competiciones internacionales
El Club Juan Aurich ascendió a la Primera División en el año 2007 después de ganar la Copa Perú del año anterior y participó en la Copa Libertadores del año 2010 por el cual se realizaron encuentros con los equipos Estudiantes de la Plata, Bolívar, Estudiantes Tecos y Alianza Lima.

Tras ser campeón del Descentralizado 2011, participó en el Grupo 1 de la Fase de grupos de la Copa Libertadores del 2012 junto a Santos (con Neymar de 20 años), Internacional y The Strongest.

En la Copa Libertadores del 2015 enfrentó a River Plate, Tigres y San José en el Grupo 6.

## Encuentros internacionales realizados
| Fecha                    | Equipo #1        | Res.  | Equipo #2            | Ronda            | Asistencia | Competición              |
| ------------------------ | ---------------- | ----- | -------------------- | ---------------- | ---------- | ------------------------ |
| 7 de julio de 2004       | México           | 2 - 2 | Uruguay              | Grupo B          | 25 000     | Copa América             |
| 7 de julio de 2004       | Argentina        | 6 - 1 | Ecuador              | Grupo B          | 24 000     | Copa América             |
| 10 de julio de 2004      | Uruguay          | 2 - 1 | Ecuador              | Grupo B          | 25 000     | Copa América             |
| 10 de julio de 2004      | Argentina        | 0 - 1 | México               | Grupo B          | 25 000     | Copa América             |
| 17 de julio de 2004      | Perú             | 0 - 1 | Argentina            | Cuartos de final | 26 500     | Copa América             |
| 17 de septiembre de 2005 | Costa de Marfil  | 3 - 4 | Italia               | Grupo C          | 14 800     | Copa Mundial FIFA Sub-17 |
| 17 de septiembre de 2005 | Estados Unidos   | 3 - 2 | Corea del Norte      | Grupo C          | 15 200     | Copa Mundial FIFA Sub-17 |
| 20 de septiembre de 2005 | Italia           | 1 - 3 | Estados Unidos       | Grupo C          | 15 240     | Copa Mundial FIFA Sub-17 |
| 20 de septiembre de 2005 | Costa de Marfil  | 0 - 3 | Corea del Norte      | Grupo C          | 14 500     | Copa Mundial FIFA Sub-17 |
| 22 de septiembre de 2005 | Australia        | 2 - 1 | Uruguay              | Grupo B          | 11 100     | Copa Mundial FIFA Sub-17 |
| 29 de septiembre de 2005 | México           | 4 - 0 | Países Bajos         | Semifinales      | 16 800     | Copa Mundial FIFA Sub-17 |
| 6 de agosto de 2009      | Alianza Atlético | 0 - 0 | Deportivo Anzoátegui | octavo 12        | 7112       | Copa Sudamericana        |
| 29 de enero de 2010      | Juan Aurich      | 2 - 0 | Estudiantes Tecos    | Primera Fase     | 10312      | Copa Libertadores        |
| 24 de febrero de 2010    | Juan Aurich      | 2 - 0 | Bolívar              | Fase de grupos   | 10 759     | Copa Libertadores        |
| 16 de marzo de 2010      | Juan Aurich      | 4 - 2 | Alianza Lima         | Fase de grupos   | 13 253     | Copa Libertadores        |
| 30 de marzo de 2010      | Juan Aurich      | 0 - 2 | Estudiantes          | Fase de grupos   | 19 904     | Copa Libertadores        |
| 25 de agosto de 2011     | Juan Aurich      | 1 - 2 | La Equidad           | Primera Fase     | ND         | Copa Sudamericana        |
| 15 de marzo de 2012      | Juan Aurich      | 1 - 3 | Santos               | Fase de grupos   | ND         | Copa Libertadores        |
| 5 de abril de 2012       | Juan Aurich      | 1 - 0 | The Strongest        | Fase de grupos   | ND         | Copa Libertadores        |
| 19 de abril de 2012      | Juan Aurich      | 1 - 0 | Internacional        | Fase de grupos   | ND         | Copa Libertadores        |
| 5 de marzo de 2015       | Juan Aurich      | 2 - 0 | San José             | Fase de grupos   | ND         | Copa Libertadores        |
| 12 de marzo de 2015      | Juan Aurich      | 1 - 1 | River Plate          | Fase de grupos   | ND         | Copa Libertadores        |
| 15 de abril de 2015      | Juan Aurich      | 4 - 5 | Tigres               | Fase de grupos   | ND         | Copa Libertadores        |

## Finales y definiciones
| Fecha      | Local       | Resultado | Visitante        | Competición                      |
| ---------- | ----------- | --------- | ---------------- | -------------------------------- |
| 22-12-2007 | Juan Aurich | 2 - 0     | Sport Águila     | Final Copa Perú 2007 (Vuelta)    |
| 08-12-2011 | Juan Aurich | 1 - 2     | Alianza Lima     | Final Descentralizado 2011 (Ida) |
| 30-08-2014 | Juan Aurich | 2 - 0     | Universitario    | Torneo Apertura 2014             |
| 14-12-2014 | Juan Aurich | 2 - 2     | Sporting Cristal | Final Descentralizado 2014 (Ida) |